# قطنية أطلسية
القطنية الأطلسية (باللاتينية: Cotoneaster atlanticus) نوع نباتي يتبع جنس القطنية من الفصيلة الوردية.

## الموئل والانتشار
موطنها المغرب العربي وفرنسا.

## مرادفات للاسم العلمي
- (باللاتينية: Cotoneaster fontanesii var. tomentellus Maire)
- (باللاتينية:                             							 								                             	Cotoneaster nummularius subvar. tomentellus (Maire) Maire)